# Königsbergs slott

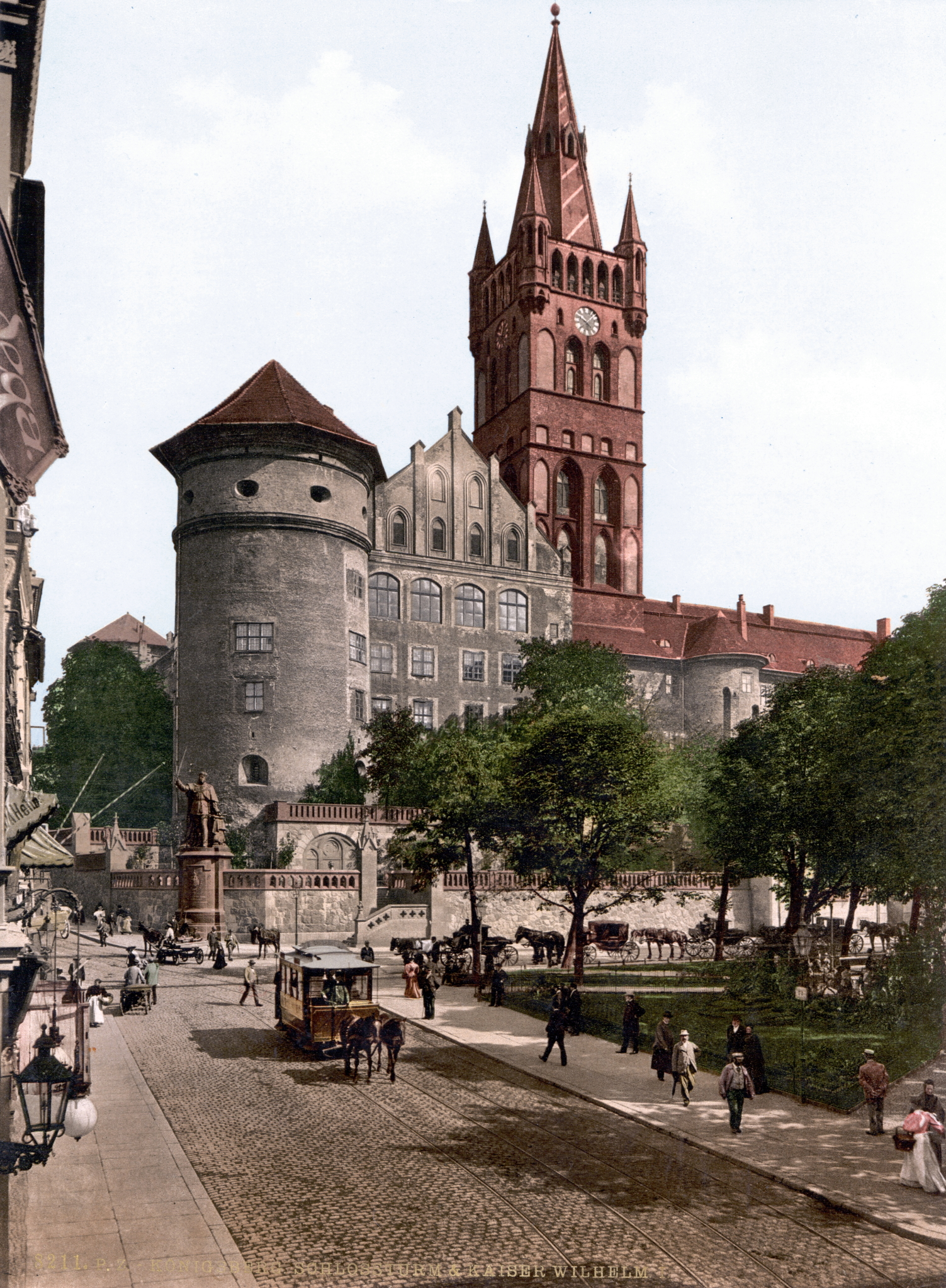
Königsbergs slott, 1895

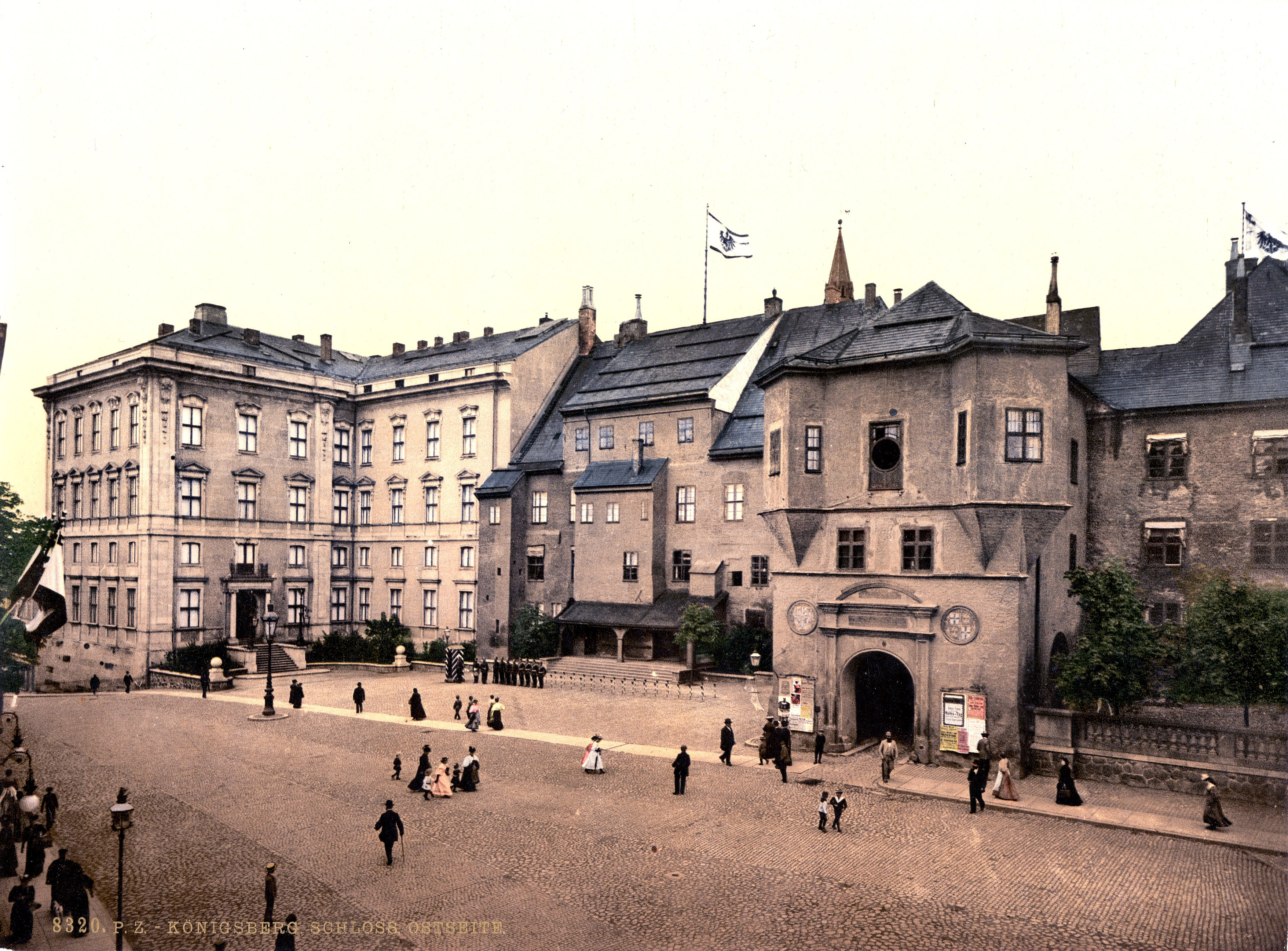
Königsbergs slott sett från östra sidan 1910. Över slottet vajar en variant av Preussens flagga.

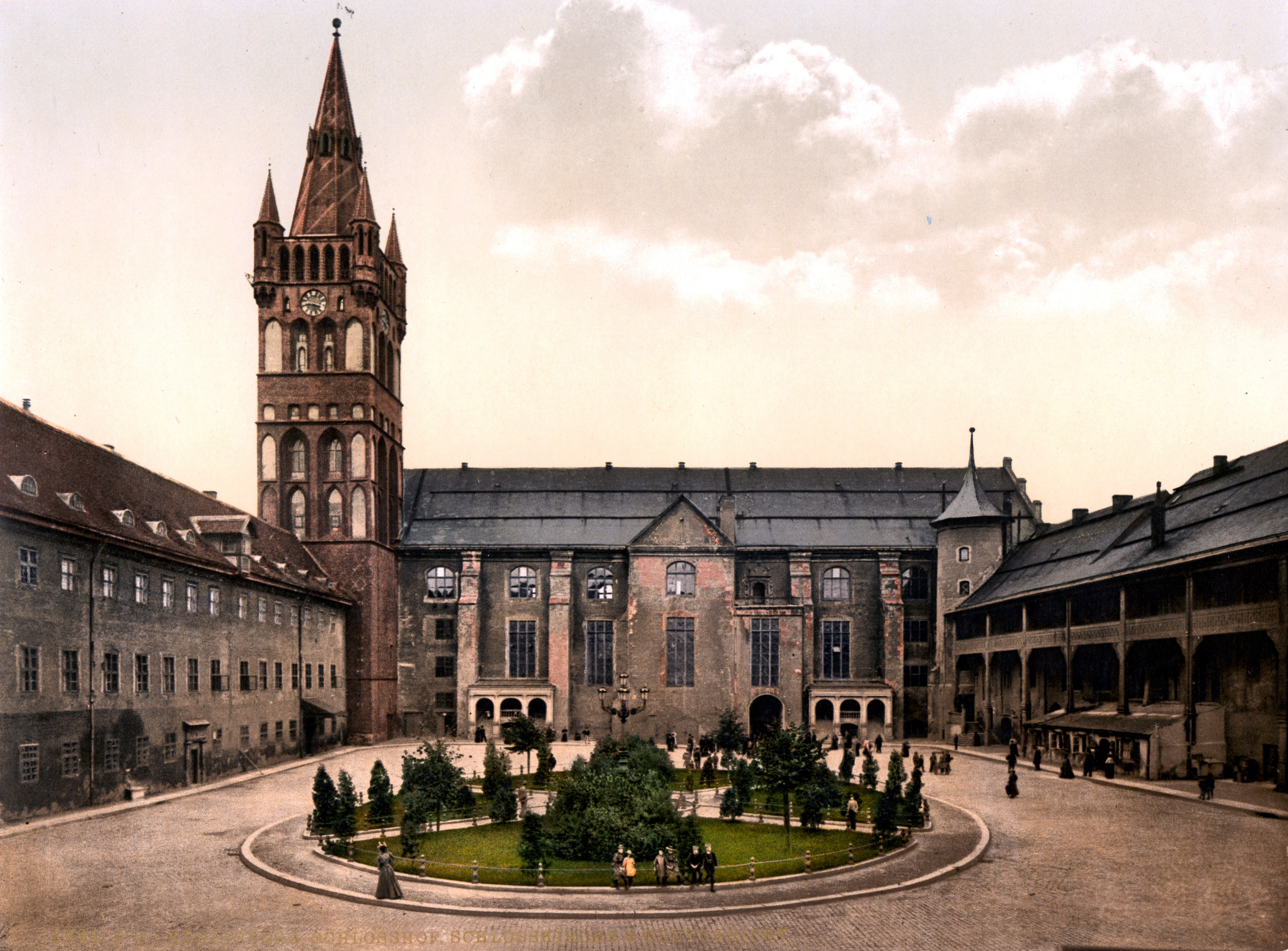
Borggården och slottskyrkan.

Königsbergs Slott (tyska: Königsberger Schloss, ryska: Кёнигсбергский замок) var ett slott i Königsberg, Tyskland (efter 1946 Kaliningrad, Ryssland) och landmärke för den ostpreussiska huvudstaden.

## Historia
I början av det första århundradet upprättade en samling germanska goter Tuwangste fästningen i närheten av floden Pregel vilken var en mycket viktig strategisk punkt. Fästningen är också känd under namn som Twangste, Tvangeste, Twongst och Twoyngst. Namnet kommer ifrån det gotiska ordet ’’wangus’’ och betyder ungefär: hugga ner träd ur en ekollonskog. Eftersom ek var symbolen för Perküns, åskguden, var det strängt förbjudet, även för pruser att röra dessa träd.
Efter att Tyska orden år 1255 erövrat fortet vid Kneiphof i Königsberg bytte man namn på fortet till Ordensburg och 2 år senare år 1257 började byggandet av slottet. Kraftiga utbyggnader och fortifikationer genomfördes mellan 1500- och 1700-talet. Det kom med tiden att fungera som residens för Stormästaren för Tyska orden och sedan även som residens för preussiska regenter.

### Slottets delar
Enligt Encyclopaedia Britannicas utgåva från 1815 var då Königsbergs slott ett magnifikt palats med en hall som var 83,5 meter lång och 18 meter bred utan några pelare och vid sidan ett trevligt bibliotek. Det gotiska tornet mätte 100 meter och hade 284 trappsteg varifrån en fantastisk utsikt gick att skåda. Detta omfattande byggnadsverk som hade formen av en kvadrat och låg mitt i staden var länge huvudsäte för Tyska orden. Västra flygeln innehöll slottskyrkan där Fredrik I av Preussen kröntes 1701 och Vilhelm I år 1861. Väggarna kröntes av heraldiska vapen, som huvudsakligen hörde till Svarta örns orden. Ovanför kyrkan fanns den 83 meter långa och 18 meter höga Moscowiter-Saal, som var en av de största salarna i det Tyska riket.

### Slottet läggs i ruiner
Ända in i slutet av andra världskriget var Hohenzollernska våningen och Preussiska museet som låg i högra flygeln öppna för allmänheten. Museet hade ungefär 240 000 utställningsföremål i den så kallade Preussiska samlingen och den bestod av stats- och biblioteksföremål samt målningar av bl.a. Lovis Corinth. Under kriget förvarade man även mycket stulen rysk konst i museet och hade bl.a. en utställning av det stulna Bärnstensrummet. Byggnaden användes även som arkiv åt provinsen. På slottet fanns även vinkrogen Blutgericht.
Under de häftiga bombningarna av Königsberg 1944 av Royal Air Force blev slottet totalt utbränt, dock var de tjocka väggarna tillräckligt starka både för att stå emot flygbombningar och det sovjetiska artilleriet vid slaget om Königsberg i april 1945. Året efter blev staden sovjetisk och bytte namn till Kaliningrad.
Efter kriget bestämde den sovjetiska ledningen att Kaliningrad skulle byggas om till en mönsterstad på resterna som återstod, utan erinringar om stadens tyska förflutna. Slutligen bestämde Leonid Brezjnev att det som återstod av slottet skulle rivas för att inget av den tidigare preussiska militarismen skulle kunna återses. Trots protester från studenter och kultureliten i Kaliningrad revs ruinerna 1968.

## Situationen idag
Vid centraltorget (som trots sitt namn ligger sydöst om stadskärnan) i Kaliningrad där slottet en gång låg ligger idag istället Sovjeternas hus (Дом Советов/ Dom Sovjetov) i folkmun kallat Monstret. 1966 bestämde Konovalov som var kommunistpartiets regionale ordförande att slottsruinerna skulle rivas och istället skulle staden få ett stort byggnadskomplex för stadens administration. Det skulle även symbolisera den nya statsmakten. Byggnadsprojektet avbröts dock på 1980-talet då man märkte att byggnaden höll på att sjunka eftersom den var byggd på slottets svaga underjordiska plan. Byggnadens fasader stod slutligen färdiga 2005.
Diskussioner har förts om att återuppbygga slottet med finansiellt stöd från den ryska staten. Dock har höga kostnader lett till att projektet lagts på is. Sedan september 2001 har den tyska tidningen Der Spiegel finansierat utgrävningar av slottets gamla källarvåningar för att möjligtvis kunna hitta rester av Bärnstensrummet.